# قائمة جبال مكة
قائمة جبال مكة تضم هذه القائمة جميع الجبال الموجودة في مكة:
- جبل النور[1]
- جبل ثور[2]
- جبل عمر[3]
- جبل خندمة[4]
- جبل عرفة[5]
- جبل أبي قبيس[4]
- جبل الكعبة
- جبل السيدة
- جبل المدافع
- جبل قينقاع
- جبل الرخم
- جبل أبي حديدة
- جبل كدى[6]